# Папирне диско кугле
Папирне диско кугле је први роман српске књижевнице Драгославе Барзут (1984) објављен 2017. године у издању издавачке куће "RedBox" из Београда.

## О аутору
Драгослава Барзут рођена је у Црвенки 1984. године. Завршила је Компаративну књижевност на Филозофском факултету у Новом Саду. Написала је збирку прича Златни метак (2012) за коју је добила награду “Ђура Ђуканов” (2011). 2013 године је уредила зборник лезбејских кратких прича са простора еx-Yу Пристојан живот. Приче су јој преведене на македонски, енглески и њемачки језик. Живи у Београду.

## О роману
Тема романа Папирне диско кугле је положај другачијих, родних и сексуалних идентитета. Роман није љубавни, али јесте роман о љубави.

## Радња
Књига Папирне диско кугле говори о љубавном односу између Долорес и Елоди. Прича је о прекиду хомосексуалне везе која се завршава јер једна од страна не може да се одупре притиску друштва, и о изазовима с којима се хомосексуалне особе свакодневно суочавају у друштву које их не третира као равноправне чланице и чланове.
У роману Папирне диско кугле Драгослава Барзут је приказала догађај који је и она сама доживела, физички напад на њу и њену партнерку.